# Pseudomyrmex
Pseudomyrmex es un género de hormigas de la familia de los formícidos, que se encuentran en los bosques de las Américas y se caracterizan por sus asociaciones mutualistas con determinadas especies de árboles, que utilizan para alimentarse y anidar y que a su vez protegen atacando con mordeduras urticantes y olores fuertes a cualquier animal que se acerque y devorando cualquier planta alrededor.
Se encuentra en el Neártico, Neotrópico y Oceanía (Hawái).

## Clasificación
Incluye unas doscientas especies, que se distribuyen entre varios grupos de especies (Ward, 1989, 1993, 1999). Además existen 13 especies fósiles.

## Sinonimia
Lepalaea Erichson
Ornatinoda Enzmann
Apedunculata  Enzmann
Clavanoda  Enzmann
Triangulinoda Enzmann
Latinoda  Enzmann
Pseudomyrma Guirin-Mineville
Leptalea Erichson
Leptalaea Erichson
Myrmex Guirin-Mineville

## Especies
- Pseudomyrmex acanthobius  (Emery, 1896)
- Pseudomyrmex adustus (Borgmeier, 1929)
- Pseudomyrmex alternans  (Santschi, 1936)
- Pseudomyrmex alustratus  Ward, 1989
- Pseudomyrmex alvarengai  Kempf, 1961
- Pseudomyrmex antiguanus  (Enzmann, 1944)
- Pseudomyrmex antiquus  Ward, 1992
- Pseudomyrmex apache  Creighton, 1953
- Pseudomyrmex atripes  (Smith, 1860)
- Pseudomyrmex avitus  Ward, 1992
- Pseudomyrmex baros  Ward, 1992
- Pseudomyrmex beccarii  (Menozzi, 1935)
- Pseudomyrmex boopis  (Roger, 1863)
- Pseudomyrmex browni  Kempf, 1967
- Pseudomyrmex brunneus  (Smith, 1877)
- Pseudomyrmex caeciliae  (Forel, 1913)
- Pseudomyrmex championi  (Forel, 1899)
- Pseudomyrmex cladoicus  (Smith, 1858)
- Pseudomyrmex colei  (Enzmann, 1944)
- Pseudomyrmex concolor  (Smith, 1860)
- Pseudomyrmex coronatus  (Wheeler, 1942)
- Pseudomyrmex coruscus  Ward, 1992
- Pseudomyrmex cretus  Ward, 1989
- Pseudomyrmex cubaensis  (Forel, 1901)
- Pseudomyrmex curacaensis  (Forel, 1912)
- Pseudomyrmex dendroicus  (Forel, 1904)
- Pseudomyrmex denticollis  (Emery, 1890)
- Pseudomyrmex depressus  (Forel, 1906)
- Pseudomyrmex distinctus  (Smith, 1877)
- Pseudomyrmex duckei  (Forel, 1906)
- Pseudomyrmex eduardi  (Forel, 1912)
- Pseudomyrmex ejectus  (Smith, 1858)
- Pseudomyrmex elongatulus  (Dalla Torre, 1892)
- Pseudomyrmex elongatus  (Mayr, 1870)
- Pseudomyrmex endophytus  (Forel, 1912)
- Pseudomyrmex ethicus  (Forel, 1911)
- Pseudomyrmex euryblemma  (Forel, 1899)
- Pseudomyrmex excisus  (Mayr, 1870)
- Pseudomyrmex extinctus  (Carpenter, 1930)
- Pseudomyrmex faber  (Smith, 1858)
- Pseudomyrmex ferrugineus  (Smith, 1877)
- Pseudomyrmex fervidus  (Smith, 1877)
- Pseudomyrmex fiebrigi  (Forel, 1908)
- Pseudomyrmex filiformis  (Fabricius, 1804)
- Pseudomyrmex flavicornis  (Smith, 1877)
- Pseudomyrmex flavidulus  (Smith, 1858)
- Pseudomyrmex gebellii  (Forel, 1899)
- Pseudomyrmex gibbinotus  (Forel, 1908)
- Pseudomyrmex godmani  (Forel, 1899)
- Pseudomyrmex goeldii  (Forel, 1912)
- Pseudomyrmex gracilis  (Fabricius, 1804)
- Pseudomyrmex haytianus  (Forel, 1901)
- Pseudomyrmex hesperius  Ward, 1993
- Pseudomyrmex holmgreni  (Wheeler, 1925)
- Pseudomyrmex incurrens  (Forel, 1912)
- Pseudomyrmex ita  (Forel, 1906)
- Pseudomyrmex janzeni  Ward, 1993
- Pseudomyrmex kuenckeli  (Emery, 1890)
- Pseudomyrmex laevifrons  Ward, 1989
- Pseudomyrmex laevigatus  (Smith, 1877)
- Pseudomyrmex laevivertex  (Forel, 1906)
- Pseudomyrmex leptosus  Ward, 1985
- Pseudomyrmex lynceus  (Spinola, 1851)
- Pseudomyrmex macrops  Ward, 1992
- Pseudomyrmex maculatus  (Smith, 1855)
- Pseudomyrmex major  (Forel, 1899)
- Pseudomyrmex malignus  (Wheeler, 1921)
- Pseudomyrmex mandibularis  (Spinola, 1851)
- Pseudomyrmex mixtecus  Ward, 1993
- Pseudomyrmex monochrous  (Dalla Torre, 1892)
- Pseudomyrmex nexilis  Ward, 1992
- Pseudomyrmex niger  (Donisthorpe, 1940)
- Pseudomyrmex nigrescens  (Forel, 1904)
- Pseudomyrmex nigrocinctus  (Emery, 1890)
- Pseudomyrmex nigropilosus  (Emery, 1890)
- Pseudomyrmex oculatus  (Smith, 1855)
- Pseudomyrmex oki  (Forel, 1906)
- Pseudomyrmex opaciceps  Ward, 1993
- Pseudomyrmex opacior  (Forel, 1904)
- Pseudomyrmex oryctus  Ward, 1992
- Pseudomyrmex osurus  (Forel, 1911)
- Pseudomyrmex pallens  (Mayr, 1870)
- Pseudomyrmex pallidus  (Smith, 1855)
- Pseudomyrmex particeps  Ward, 1993
- Pseudomyrmex pazosi  (Santschi, 1909)
- Pseudomyrmex peperi  (Forel, 1913)
- Pseudomyrmex perboscii  (Guérin-Méneville, 1844)
- Pseudomyrmex peruvianus  (Wheeler, 1925)
- Pseudomyrmex phyllophilus  (Smith, 1858)
- Pseudomyrmex pictus  (Stitz, 1913)
- Pseudomyrmex pisinnus  Ward, 1989
- Pseudomyrmex prioris  Ward, 1992
- Pseudomyrmex pupa  (Forel, 1911)
- Pseudomyrmex reconditus  Ward, 1993
- Pseudomyrmex rochai  (Forel, 1912)
- Pseudomyrmex rufiventris  (Forel, 1911)
- Pseudomyrmex rufomedius  (Smith, 1877)
- Pseudomyrmex salvini  (Forel, 1899)
- Pseudomyrmex santschii  (Enzmann, 1944)
- Pseudomyrmex satanicus  (Wheeler, 1942)
- Pseudomyrmex schuppi  (Forel, 1901)
- Pseudomyrmex seminole  Ward, 1985
- Pseudomyrmex sericeus (Mayr, 1870)
- Pseudomyrmex simplex  (Smith, 1877)
- Pseudomyrmex simulans  Kempf, 1958
- Pseudomyrmex solisi  (Santschi, 1916)
- Pseudomyrmex spiculus Ward, 1989
- Pseudomyrmex spinicola  (Emery, 1890)
- Pseudomyrmex squamifer  (Emery, 1890)
- Pseudomyrmex subater  (Wheeler, 1914)
- Pseudomyrmex subtilissimus  (Emery, 1890)
- Pseudomyrmex succinus  Ward, 1992
- Pseudomyrmex tachigaliae  (Forel, 1904)
- Pseudomyrmex tenuis  (Fabricius, 1804)
- Pseudomyrmex tenuissimus  (Emery, 1906)
- Pseudomyrmex terminalis  (Smith, 1877)
- Pseudomyrmex termitarius  (Smith, 1855)
- Pseudomyrmex thecolor  Ward, 1992
- Pseudomyrmex triplaridis  (Forel, 1904)
- Pseudomyrmex triplarinus  (Weddell, 1850)
- Pseudomyrmex unicolor  (Smith, 1855)
- Pseudomyrmex urbanus  (Smith, 1877)
- Pseudomyrmex veneficus  (Wheeler, 1942)
- Pseudomyrmex venustus  (Smith, 1858)
- Pseudomyrmex vicinus  Ward, 1992
- Pseudomyrmex viduus  (Smith, 1858)
- Pseudomyrmex villosus  Ward, 1989
- Pseudomyrmex voytowskii  (Enzmann, 1944)
- Pseudomyrmex weberi  (Enzmann, 1944)
- Pseudomyrmex wheeleri  (Enzmann, 1944)